# Harrison Allen
Pour les articles homonymes, voir Allen.
Harrison Allen (1841 à  Philadelphie - 1897) est un médecin et anatomiste américain.

## Biographie
Né à  Philadelphie, il est diplômé de l'Université de Pennsylvanie en 1861 et en 1862 devient chirurgien United States Army et sert jusqu'à la fin de la Guerre civile américaine en 1865.
En 1865, il est fait professeur d'anatomie comparative et de zoologie médicale à l'Université de Pennsylvanie. Il est aussi un spécialiste réputé des chiroptères.
En plus de nombreux articles dans des revues médicales, il est l'auteur de plusieurs ouvrages :  
- Outlines of Comparative Anatomy and Medical Zoölogy (1867)
- Studies in the Facial Region (1874)
- An Analysis of the Life Form in Art (1875)
- System of Human Anatomy (1880)